# 1924 في البرتغال
فيما يلي قوائم الأحداث التي وقعت خلال عام 1924 في البرتغال.

## رياضة
- 8 يونيو – كأس البرتغال 1923–24 الفائز نادي أولهانينسي.

## مواليد

### مارس
- 20 مارس – دوارتي سيلفا متزحلق جبال الألب برتغالي.

### أبريل
- 3 أبريل – أنطونيو جيسوس كوريا لاعب كرة قدم برتغالي.

### مايو
- 14 مايو – جولي براغا سانتوس ملحن برتغالي.

### أكتوبر
- 1 أكتوبر – مانويل ألبرتو فييرا
- 11 أكتوبر – فرنسيسكو أنتونيس سانتانا
- 23 أكتوبر – باولو ريناتو ممثل برتغالي.

### ديسمبر
- 7 ديسمبر – ماريو سواريز
- 19 ديسمبر – أليكساندر أونيل كاتب برتغالي.

## وفيات

### يناير
- 1 يناير – ديفيد خوسيه ألفيس (مواليد 1866) سياسي برتغالي.
- 28 يناير – تيوفيلو براغا (مواليد 1843) سياسي برتغالي.